# ووسنانگو
ووسنانگو شهری در شهرستان گوئیباره در استان بام در بورکینافاسوی شمالی است و جمعیت آن ۱۹۹۷ نفر است.